# Pseudotrimezia recurvata
Pseudotrimezia recurvata är en irisväxtart som beskrevs av Pierfelice Ravenna. Pseudotrimezia recurvata ingår i släktet Pseudotrimezia och familjen irisväxter. Inga underarter finns listade i Catalogue of Life.